# Sumagaya

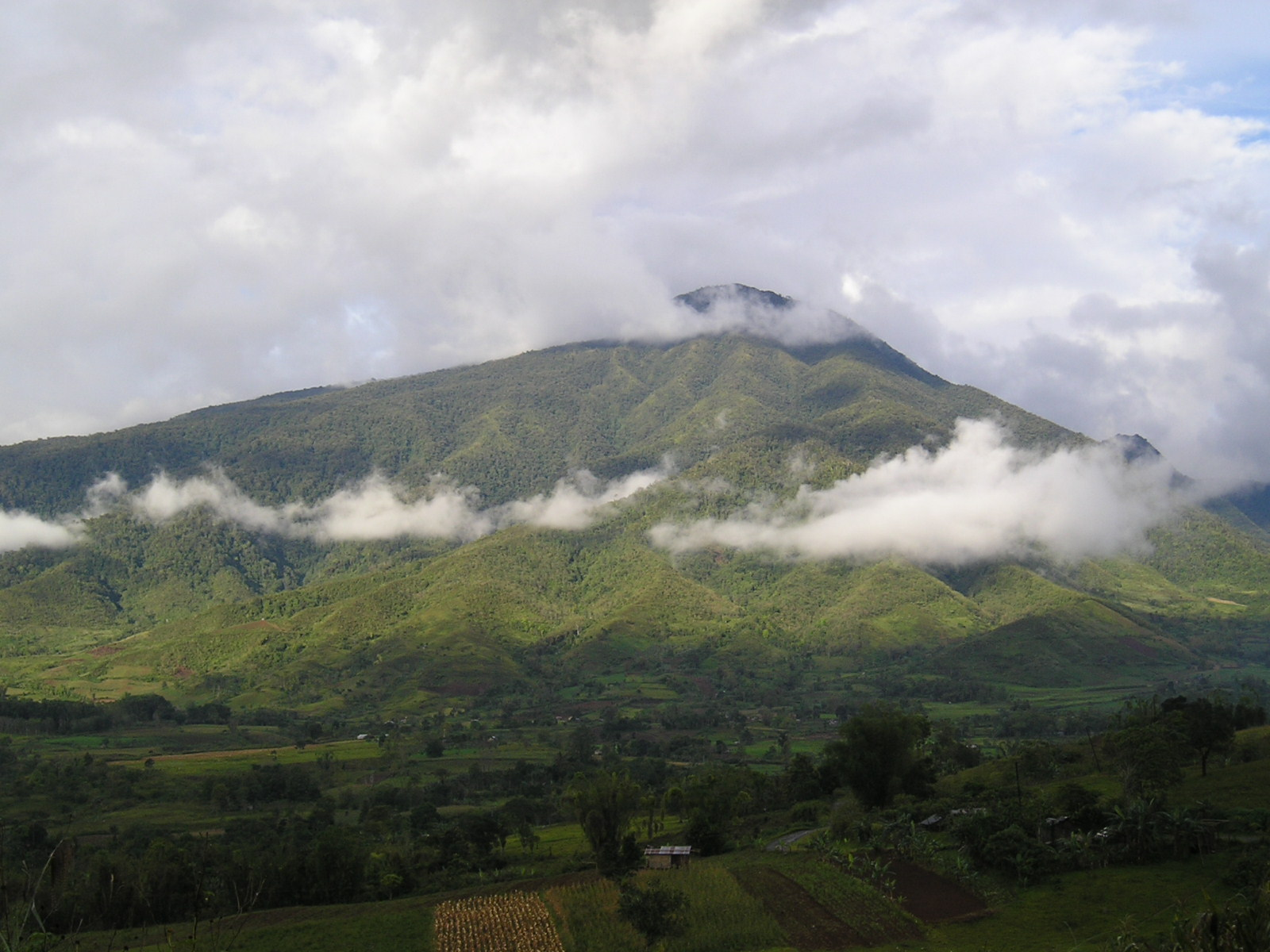
Mount Sumagaya

Der Mount Sumagaya liegt im Norden der philippinischen Insel Mindanao auf dem Gebiet der Provinz Misamis Oriental.

## Cebu Pacific Flug 387
Am 2. Februar 1998 stürzte der Cebu-Pacific-Flug 387 auf dem Weg vom Ninoy Aquino International Airport in Manila zum Lumbia Airport in Cagayan de Oro im Süden der Philippinen an den Hängen des Mount Sumagaya ab. Alle 104 Menschen an Bord des Flugzeugs kamen dabei ums Leben. Das Unglück war zu diesem Zeitpunkt das schwerste Flugzeugunglück des Landes.